# بخش دالای
بخش دالای (به انگلیسی: Dhalai district) یک بخش در هند است که در تریپورا واقع شده‌است. بخش دالای ۲٬۵۲۳ کیلومتر مربع مساحت و ۳۰۷٬۸۶۸ نفر جمعیت دارد و ۸۴ متر بالاتر از سطح دریا واقع شده‌است.